# Otto Bollnow
Otto Ludwig Karl Richard Bollnow (* 18. Juni 1877 in Latzow; † 31. März 1959 in Wilhelmshaven) war ein deutscher Schullehrer und Heimatforscher in Pommern.

## Leben
Otto Bollnow, Sohn des Schullehrers Carl Bollnow,  wählte wie sein Vater den Lehrerberuf und besuchte hierzu zunächst die Präparandenanstalt in Tribsees und dann das Lehrerseminar in Franzburg. Anschließend arbeitete er für zwei Jahre als Hauslehrer in Davos in der Schweiz, dann als Schullehrer im heimatlichen Pommern, zunächst in Eldena und Greifswald.
Von 1902 bis 1914 arbeitete er in Stettin, zuletzt an der 2. Mädchenmittelschule. In Stettin engagierte er sich im Lehrerverein für Reformen im Schulwesen. 1914 wurde er Schulrektor an der 3. Volksschule in Anklam, wo er als Heimatforscher tätig war und kleine Sammlungen plattdeutscher Literatur herausgab. Er war Mitbegründer des Heimatmuseums, heute Museum im Steintor, gab den Heimatkalender heraus und veröffentlichte mehrere heimatkundliche Schriften.
Nach seiner Pensionierung im Jahre 1936 zog er nach Hohenkrug-Buchholz bei Stettin um. Während des Zweiten Weltkriegs wurde er als Schullehrer reaktiviert. Nach 1945 wohnte er in Freest, von wo er 1956 zu seinem Sohn Hermann Bollnow nach Wilhelmshaven übersiedelte, wo er 1959 starb.
Der Prähistoriker Otto Kunkel, von 1927 bis 1945 Museumsdirektor in Stettin, beschreibt Bollnows Einsatz als Heimatforscher: Er „war bei seiner geistigen Aufgeschlossenheit kein bloßer Propagandist heimatbewegter Sentimentalität, sondern in aller Warmherzigkeit nüchtern, Trugspiegelungen abhold, hinsichtlich der Gegenwartsfunktion seiner ‚Liebhabereien‘ illusionslos.“

## Familie
Otto Bollnow heiratete 1902 Frieda Bürger. Aus der Ehe ging hervor:
- Otto Friedrich Bollnow (1903–1991), deutscher Philosoph und Pädagoge[2]
- Hermann Bollnow (1906–1962), deutscher Historiker

## Schriften
- Plattdeutsch in der Schule. P. Christiansen, Wolgast 1923. (als Herausgeber)
- Up'n Lann' in de vier Johrstiden. Utwahl ut Fritz Reuter sien „Kein Hüsung“, „Hanne Nüte“ un „De Reis' nach Belligen“. P. Christiansen, Wolgast 1923. (als Herausgeber)
- Unse Kinner. Plattdütsche Gedichte un Prosastücke. P. Christiansen, Wolgast 1923. (als Herausgeber)
- Volkssagen aus dem Kreise Anklam. 1. Auflage: R. Poettcke Nachfolger, Anklam 1925. 2. erweitert Auflage: R. Poettcke Nachfolger, Anklam 1938.
- Allerhand Späuk. Plattdütsche Balladen wur dei Volksgloben oewer de geheimnisvullen Kräfte von de Seel bi Lebennige un Dode in tau Wurt kümmt. R. Poettcke Nachfolger, Anklam 1925. (als Herausgeber)
- Der Kreis Anklam. Ein Heimatbuch des Kreises. Kunstdruck- und Verlagsbüro, Möser 1935.